# Фигейреду, Эрнешту
Эрнешту да Фигейреду Кордейру (порт. Ernesto da Figueiredo Cordeiro; род. 6 июля 1937, Томар) — португальский футболист, бронзовый призёр чемпионата мира (1966).

## Клубная карьера
Начинал карьеру в любительской команде «Матрена», откуда по окончании сезона перешёл в «Униан ди Томар», за который играл в течение трёх сезонов.
Поиграв сезон 1959/60 за любителей, Фигейреду перешёл в лиссабонский «Спортинг», став важной частью знаменитой команды, в составе которой выиграл два чемпионата Португалии и один Кубок Португалии, но при этом по итогам сезона 1965/66 с 25 голами вместе с Эйсебио он стал лучшим бомбардиром чемпионата. Помимо национальных титулов, в составе «львов» выиграл Кубок обладателей кубков 1964 года; в первом матче с венгерским «МТК» Фигейреду оформил дубль, а матч закончился со счётом 3:3.
В 1968 году Фигейреду перешёл в клуб «Витория Сетубал», в котором отыграв два сезона завершил игровую карьеру.

### Карьера в сборной
В составе сборной Португалии стал бронзовым призёром на ЧМ-1966, но на турнире не играл. Всего за сборную Португалии сыграл 5 матчей, в которых не отметился забитыми мячами.

## Достижения

### Командные
«Спортинг»
- Чемпион Португалии (3): 1961/62, 1965/66, 1969/70
- Обладатель Кубка Португалии (1): 1962/63
- Кубок обладателей кубков УЕФА (1): 1964

### Личные
- Лучший бомбардир чемпионата Португалии (1): 1965/66,